# Athlétisme à l'Universiade d'été de 1970
Navigation
Tokyo 1967 Moscou 1973
Les épreuves d'athlétisme de l'Universiade d'été 1970 se sont déroulées à Turin, en Italie.

## Résultats

### Hommes
| 100 m | Siegfried Schenke 10 s 5                                                    | Jim Green 10 s 5                                                                                | Jean-Louis Ravelomanantsoa 10 s 5                                                              |
| 200 m | Martin Reynolds 21 s 0                                                      | Siegfried Schenke 21 s 0                                                                        | Jim Green 21 s 1                                                                               |
| 400 m | Tom Ulan 45 s 9                                                             | Martin Jellinghaus 46 s 2                                                                       | Jacques Carette 46 s 3                                                                         |
| 800 m | Franz-Josef Kemper 1 min 49 s 1                                             | Martin Winbolt Lewis 1 min 49 s 2                                                               | Donaldo Arza 1 min 49 s 5                                                                      |
| 1 500 m | Francesco Arese 3 min 52 s 7                                                | John Kirkbride 3 min 52 s 9                                                                     | Gianni del Buono 3 min 53 s 0                                                                  |
| 5 000 m | Nikolay Puklakov 13 min 56 s 4                                              | Jens Wollenberg 14 min 00 s 8                                                                   | Giuseppe Cindolo 14 min 01 s 4                                                                 |
| 10 000 m | Rashid Sharafetdinov 29 min 02 s 2                                          | Jack Lane 29 min 08 s 8                                                                         | Mike Tagg 29 min 22 s 2                                                                        |
| 110 m haies | David Hemery 13 s 8                                                         | Günther Nickel 13 s 9                                                                           | Sergio Liani 13 s 9                                                                            |
| 400 m haies | Larry James 50 s 2                                                          | Werner Reibert 50 s 4                                                                           | Dmitriy Stukalov 50 s 7                                                                        |
| 3 000 m steeple | Mikhail Zhelev 8 min 32 s 6                                                 | Andy Holden 8 min 36 s 6                                                                        | Takaharu Koyama 8 min 38 s 0                                                                   |
| 4 × 100 m | Pologne Stanisław Wagner Jan Werner Gerard Gramse Zenon Nowosz 39 s 2       | Cuba Bárbaro Bandomo Juan Morales Pablo Montes José Triana Matamoros 39 s 2                     | Union soviétique Aleksandr Kornelyuk Vladislav Sapeya Boris Izmestyev Valentin Maslakov 39 s 4 |
| 4 × 400 m | États-Unis Tom Ulan Roger Colglazier Tommie Turner Larry James 3 min 03 s 3 | Union soviétique Yevgeniy Borisenko Yuriy Zorin Boris Savchuk Aleksandr Bratchikov 3 min 04 s 2 | France Patrice Viel Christian Nicolau Gilles Bertould Jacques Carette 3 min 04 s 4             |
| Saut en hauteur | Valentin Gavrilov 2,18 m                                                    | Erminio Azzaro 2,15 m                                                                           | Serban Ioan 2,15 m                                                                             |
| Saut à la perche | Wolfgang Nordwig 5,46 m                                                     | Christos Papanikolaou 5,42 m                                                                    | François Tracanelli 5,30 m                                                                     |
| Saut en longueur | Alan Lerwill 7,91 m                                                         | Arnie Robinson 7,78 m                                                                           | Geoff Hignett 7,76 m                                                                           |
| Triple saut | Viktor Saneïev 17,22 m                                                      | Nikolay Dudkin 17,00 m                                                                          | Jörg Drehmel 16,93 m                                                                           |
| Lancer du poids | Hartmut Briesenick 19,97 m                                                  | Valeriy Voykin 19,30 m                                                                          | Uwe Grabe 19,06 m                                                                              |
| Lancer du disque | János Murányi 60,16 m                                                       | Hein-Direck Neu 58,62 m                                                                         | Silvano Simeon 58,22 m                                                                         |
| Lancer du marteau | Jochen Sachse 72,34 m                                                       | Vasiliy Khmelevskiy 68,54 m                                                                     | Vladimir Ambrosyev 66,80 m                                                                     |
| Lancer du javelot | Miklós Németh 81,94 m                                                       | József Csík 80,32 m                                                                             | Zygmunt Jałoszyński 79,84 m                                                                    |
| Décathlon | Mykola Avilov 7803 pts                                                      | Lennart Hedmark 7783 pts                                                                        | Vladimir Shcherbatykh 7551 pts                                                                 |
| Records et Performances - AR : Record continental (area record) - CR : Record des championnats (championship record) - MR : Record du meeting (meet record) - NR : Record national (national record) - OR : Record olympique (olympic record) - PR : Record paralympique (paralympic record) - PB : Record personnel (personal best) - SB : Meilleure performance personnelle de la saison (season's best) - WL : Meilleure performance mondiale de l'année (world leader) - WJR : Record du monde junior (world junior record) - WR : Record du monde (world record) Circonstances et Conditions - DNF : N'a pas terminé (did not finish) - DNS : N'a pas pris le départ (did not start) - DQ : Disqualification (disqualification) - NM : Aucun essai valable enregistré (No Mark) - Q : Qualifié « directement » au prochain tour (ou à la prochaine compétition), lors d'une compétition majeure, grâce au classement ou à la réalisation des minima (automatic qualifier) - q : Qualifié au prochain tour (ou à la prochaine compétition), lors d'une compétition majeure, grâce au repêchage ou à la réalisation de l'une des meilleures performances parmi celles des « non qualifiés directement » (grâce au meilleur temps ou à la meilleure distance par exemple) (secondary qualifier) |                                                                             |                                                                                                 |                                                                                                |

### Femmes
| 100 m | Renate Meißner 11 s 5                                                                               | Wilma van den Berg 11 s 6                                          | Györgyi Balogh 11 s 7                                                                        |
| 200 m | Renate Meißner 22 s 7                                                                               | Györgyi Balogh 23 s 2                                              | Wilma van den Berg 23 s 5                                                                    |
| 400 m | Maria Sykora 52 s 8                                                                                 | Carmen Trustée 53 s 5                                              | Aurelia Pentón 53 s 8                                                                        |
| 800 m | Gunhild Hoffmeister 2 min 01 s 8                                                                    | Maria Sykora 2 min 01 s 9                                          | Karin Burneleit 2 min 02 s 2                                                                 |
| 100 m haies | Teresa Sukniewicz 13 s 0                                                                            | Bärbel Podeswa 13 s 4                                              | Valeria Bufanu 13 s 5                                                                        |
| 4 × 100 m | Union soviétique Lyudmila Zharkova Marina Nikiforova Lyudmila Golomazova Tatyana Kondrashova 44 s 7 | Hongrie Éva Pusztai Judit Szabóné Györgyi Balogh Klára Woth 45 s 1 | Allemagne de l'Ouest Heidi Schüller Kirsten Roggenkamp Hannelore Groh Heide Rosendahl 45 s 4 |
| Saut en hauteur | Snežana Hrepevnik 1,86 m                                                                            | Cornelia Popescu 1,83 m                                            | Ilona Gusenbauer 1,83 m                                                                      |
| Saut en longueur | Heide Rosendahl 6,84 m                                                                              | Elena Vintila 6,35 m                                               | Hiroko Yamashita 6,17 m                                                                      |
| Lancer du poids | Nadezhda Chizhova 19,51 m                                                                           | Hannelore Friedel 17,84 m                                          | Ingeburg Friedrich 17,03 m                                                                   |
| Lancer du disque | Karin Illgen 62,04 m                                                                                | Brigitte Berendonk 56,78 m                                         | Liesel Westermann 56,46 m                                                                    |
| Lancer du javelot | Daniela Jaworska 56,16 m                                                                            | Magda Vidos 50,60 m                                                | Valentina Evert 50,00 m                                                                      |
| Pentathlon | Tatyana Kondrashova 4884 pts                                                                        | Nedyalka Angelova 4859 pts                                         | Mieke Sterk 4828 pts                                                                         |
| Records et Performances - AR : Record continental (area record) - CR : Record des championnats (championship record) - MR : Record du meeting (meet record) - NR : Record national (national record) - OR : Record olympique (olympic record) - PR : Record paralympique (paralympic record) - PB : Record personnel (personal best) - SB : Meilleure performance personnelle de la saison (season's best) - WL : Meilleure performance mondiale de l'année (world leader) - WJR : Record du monde junior (world junior record) - WR : Record du monde (world record) Circonstances et Conditions - DNF : N'a pas terminé (did not finish) - DNS : N'a pas pris le départ (did not start) - DQ : Disqualification (disqualification) - NM : Aucun essai valable enregistré (No Mark) - Q : Qualifié « directement » au prochain tour (ou à la prochaine compétition), lors d'une compétition majeure, grâce au classement ou à la réalisation des minima (automatic qualifier) - q : Qualifié au prochain tour (ou à la prochaine compétition), lors d'une compétition majeure, grâce au repêchage ou à la réalisation de l'une des meilleures performances parmi celles des « non qualifiés directement » (grâce au meilleur temps ou à la meilleure distance par exemple) (secondary qualifier) | |                                                                    |                                                                                              |

## Tableau des médailles
| Rang  | Nation               | Or | Argent | Bronze | Total |
| ----- | -------------------- | -- | ------ | ------ | ----- |
| 1     | Allemagne de l'Est   | 8  | 3      | 4      | 15    |
| 2     | Union soviétique     | 7  | 4      | 4      | 15    |
| 3     | Royaume-Uni          | 3  | 4      | 2      | 9     |
| 4     | États-Unis           | 3  | 2      | 1      | 6     |
| 5     | Pologne              | 3  | 0      | 1      | 4     |
| 6     | Allemagne de l'Ouest | 2  | 6      | 3      | 11    |
| 7     | Hongrie              | 2  | 4      | 1      | 7     |
| 8     | Italie               | 1  | 1      | 4      | 6     |
| 9     | Autriche             | 1  | 1      | 1      | 3     |
| 10    | Bulgarie             | 1  | 1      | 0      | 2     |
| 11    | Yougoslavie          | 1  | 0      | 0      | 1     |
| 12    | Roumanie             | 0  | 2      | 2      | 4     |
| 13    | Cuba                 | 0  | 2      | 1      | 3     |
| 14    | Pays-Bas             | 0  | 1      | 2      | 3     |
| 15    | Grèce                | 0  | 1      | 0      | 1     |
| 15    | Suède                | 0  | 1      | 0      | 1     |
| 17    | France               | 0  | 0      | 3      | 3     |
| 18    | Japon                | 0  | 0      | 2      | 2     |
| 19    | Madagascar           | 0  | 0      | 1      | 1     |
| 19    | Panama               | 0  | 0      | 1      | 1     |
| Total | Total                | 33 | 33     | 33     | 99    |